# Evangelische Gemeinschaft (Methodismus)
Die Evangelische Gemeinschaft (EG) (englisch Evangelical Association), nach ihrem Gründer auch Albrechtsbrüder genannt, ist eine methodistische Kirche, die 1803 von Jakob Albrecht unter deutschen Auswanderern in den Vereinigten Staaten gegründet wurde.

## Geschichte
Sowohl in der Theologie als auch in der Organisationsform unterschied sie sich zunächst kaum vom Methodismus im Allgemeinen, sie behielt jedoch sehr lange im Gegensatz zu ihrer Umgebung die deutsche Sprache bei. Kirchenordnung und Gesangbuch erschienen in deutscher Sprache. Erst 1844 erschien die Kirchenordnung auch in englischer Sprache und es entwickelten sich parallel auch mehrheitlich englischsprachige Gemeinden. 1875 wurden die immer noch zahlreichen deutschsprachigen Gemeinden in drei separaten Jahreskonferenzen zusammengefasst. Die amerikanische deutschsprachige Publikation Der Christliche Botschafter stellte ihr Erscheinen erst 1947 ein, da die Zahl der Abonnenten zu klein geworden war.
Auf der Generalkonferenz 1891 trat ein seit mehreren Jahren schwelender Konflikt zutage, der letztlich dazu führte, dass sich die Evangelische Gemeinschaft in zwei Lager (40 : 60 %) spaltete, die jeweils für sich den Anspruch erhoben, die Evangelische Gemeinschaft zu sein. 1894 entschieden Gerichte gegen den kleineren Teil, und so wurde von ihm die Vereinigte Evangelische Kirche (englisch The United Evangelical Church) gegründet. 1922 vereinigten sich die Evangelische Gemeinschaft (Evangelical Association) und die aus ihr hervorgegangene Vereinigte Evangelische Kirche (englisch The United Evangelical Church) wieder. Der englische Name der wiedervereinigten Kirche The Evangelical Church wurde im deutschsprachigen Raum nicht übersetzt, es blieb der Name Evangelische Gemeinschaft bestehen.
1946 vereinigte sich die Evangelische Gemeinschaft (The Evangelical Church) mit der Schwesterkirche Vereinigte Brüder in Christo zur Evangelischen Vereinigten Brüderkirche (The Evangelical United Brethren Church).
1968 bildete die Evangelische Gemeinschaft (The Evangelical United Brethren Church) zusammen mit der Methodistenkirche die Evangelisch-methodistische Kirche (The United Methodist Church) und ging in dieser fast gänzlich auf.

## Im deutschsprachigen Raum
In der zweiten Hälfte des 19. Jahrhunderts wurden – hauptsächlich durch Rückkehrer – Gemeinden der Evangelischen Gemeinschaft im deutschsprachigen Raum und in Osteuropa gegründet. In Deutschland ergab sich seit 1926 eine enge Zusammenarbeit im Rahmen der Vereinigung Evangelischer Freikirchen (VEF), der auch andere Freikirchen und Gemeinschaften angehörten.
Im deutschsprachigen Raum wurde nach 1946 die Bezeichnung Evangelische Gemeinschaft für die Evangelical United Brethren Church weitergeführt. Sie stand bis zu ihrer Vereinigung mit der Methodistenkirche 1968 unter der Dienstaufsicht eines US-amerikanischen Bischofs.
Bei der Gründung des Ökumenischen Rats der Kirchen (ÖRK) 1948 in Amsterdam gehörte die Evangelische Gemeinschaft (The Evangelical United Brethren Church) zu den Gründungsmitgliedern. Dazu kam ab 1948 die Zusammenarbeit in der Arbeitsgemeinschaft Christlicher Kirchen (ACK) auf unterschiedlichen Ebenen. Eine bilaterale Zusammenarbeit geschah seit 1951 in der gemeinsam getragenen Zeltmission. Besonders hervorzuheben ist der mit den Baptisten seit 1950 gemeinsam herausgegebene Abreißkalender, der eine weite Verbreitung in den Kirchen hatte. Er bot den Gläubigen für jeden Tag eine kurze besinnliche Lektüre, einen Bibelspruch und einen Kirchenliedhinweis.
Eine Gruppe von ca. 2.500 Kirchengliedern in den USA und Deutschland blieb nach der 1968 erfolgten Vereinigung der Evangelischen Gemeinschaft / The Evangelical United Brethren Church mit der Methodistenkirche weiter unabhängig und führt seitdem den Namen Evangelische Gemeinschaft weiter (in den USA: Evangelical Association – The Evangelical United Brethren Church). Der Bischofssitz ist in den USA, der deutsche Distrikt wird von einem Superintendenten als Bischofsvikar geleitet.